# Joachim Lamża
Joachim Lamża (ur. 7 lipca 1951 w Kaliszu) – polski aktor związany z warszawskimi teatrami: Polskim, Rozmaitości i Dramatycznym. Absolwent PWST w Warszawie (1974).

## Wybrane filmy
- Dyrektorzy (1975) – robotnik Gabryś
- Daleko od szosy (1976) – Mietek, współlokator Leszka w hotelu robotniczym
- Czterdziestolatek (1976) – robotnik na budowie (odc. 14)
- Obok (1979) – Pierzchała z „Estrady”
- Polskie drogi (1976) – oficer SS prowadzący śledztwo w sprawie włamania do rentgena
- Bołdyn (1981)
- Stan wewnętrzny (1983)
- Vabank II, czyli riposta (1984) – aktor grający niemieckiego strażnika granicznego
- Przemytnicy (1984) – Władek Piasecki
- Bohater roku (1986)
- Kingsajz (1987) – Zyl
- Królewskie sny (1988) – wędrowny kaznodzieja (odc. 3)
- Żegnaj, Rockefeller (1992) – wuefista
- Bank nie z tej ziemi (1993) – przewodniczący komitetu strajkowego
- Polski crash (1993)
- Prostytutki (1997)
- Ekstradycja 3 (1998)
- Sfora (2002) – Twardy (odc. 1)
- Zaginiona (2003) – biznesmen
- Camera Café (2004)
- PitBull (2005) – Kmieciak
- Pitbull (2005) – Kmieciak
- Wróżby kumaka (2005)
- Niania (2005–2006) – Józek, brat Teresy, wuj Frani (odc. 10, 35, 43)
- Kryminalni (2006) – Mieczysław Mikuć „Cichy” (odc. 40, 52 i 53)
- Oficerowie (2006) – Józef Trojan
- Hela w opałach (2006) – urzędnik podatkowy (odc. 3)
- Ryś (2007) – Pies, człowiek „Kredy”
- Agentki (2008) – Marian Jaroszek, ojciec Magdy
- Rewers (2009) – generał
- Przystań (2009) – ojciec Olafa (odc. 6)
- Trick (2010) – Knappe
- Ludzie Chudego (2010) – Kazimierz Diabelski (odc. 13)
- Wszyscy kochają Romana (2011) – Zygmunt
- Prawo Agaty (2012) – Jerzy Kwiatkowski (odc. 7)
- Paradoks (2012) – prezes (odc. 10)
- Ojciec Mateusz (2009-2015) – naczelnik Niklewicz
- Belfer (2016) – jako Ryszard Kumiński, lokalny biznesmen
- Ucho prezesa (2017) – arcybiskup Kazimierz (odc. 28)
- Gotowi na wszystko. Exterminator (2017) – ojciec „Cypka”
- Kod genetyczny (2020) – Franciszek Biernat
- The Office PL (2021) – ksiądz Marek
- Johnny (2022) - Roman Zalewski